# کاتوره سازی
کاتوره‌سازی (به انگلیسی Randomization) یا تصادفی‌سازی، یک فرآیند آماری است که در آن از سازوکارهای تصادفی برای انتخاب نمونه از یک جمعیت یا ویژانش (تخصیص) افراد به گروه‌های آزمایشی مختلف استفاده می شود. این فرآیند در اطمینان از ویژانش کاتوره‌ای واحدها یا شیوه‌نامه‌های درمانی اهمیت زیادی دارد و به کاهش سوگیری در انتخاب و  افزایش پایایی آماری کمک می کند.
ازجنبه آماری کاتوره‌سازی امکان مقایسه عینی اثرات شیوه‌های درمانی با هم را فراهم می‌کند. این‌گونه که گروه‌ها را از نظر آماری متوازن و همسان می‌کند. کاتوره‌سازی بی‌برنامه و گتره‌ای و بی‌نظم نیست، بلکه یک فرآیند کاتوره به مجموعه‌ای از متغیرهای تصادفی اشاره دارد که فرآیندی را توصیف می‌کنند که نتیجه و برایند آن الگویی قطعی را دنبال نمی‌کند، بلکه با پخشایش های احتمالی توضیع داده می‌شوند.

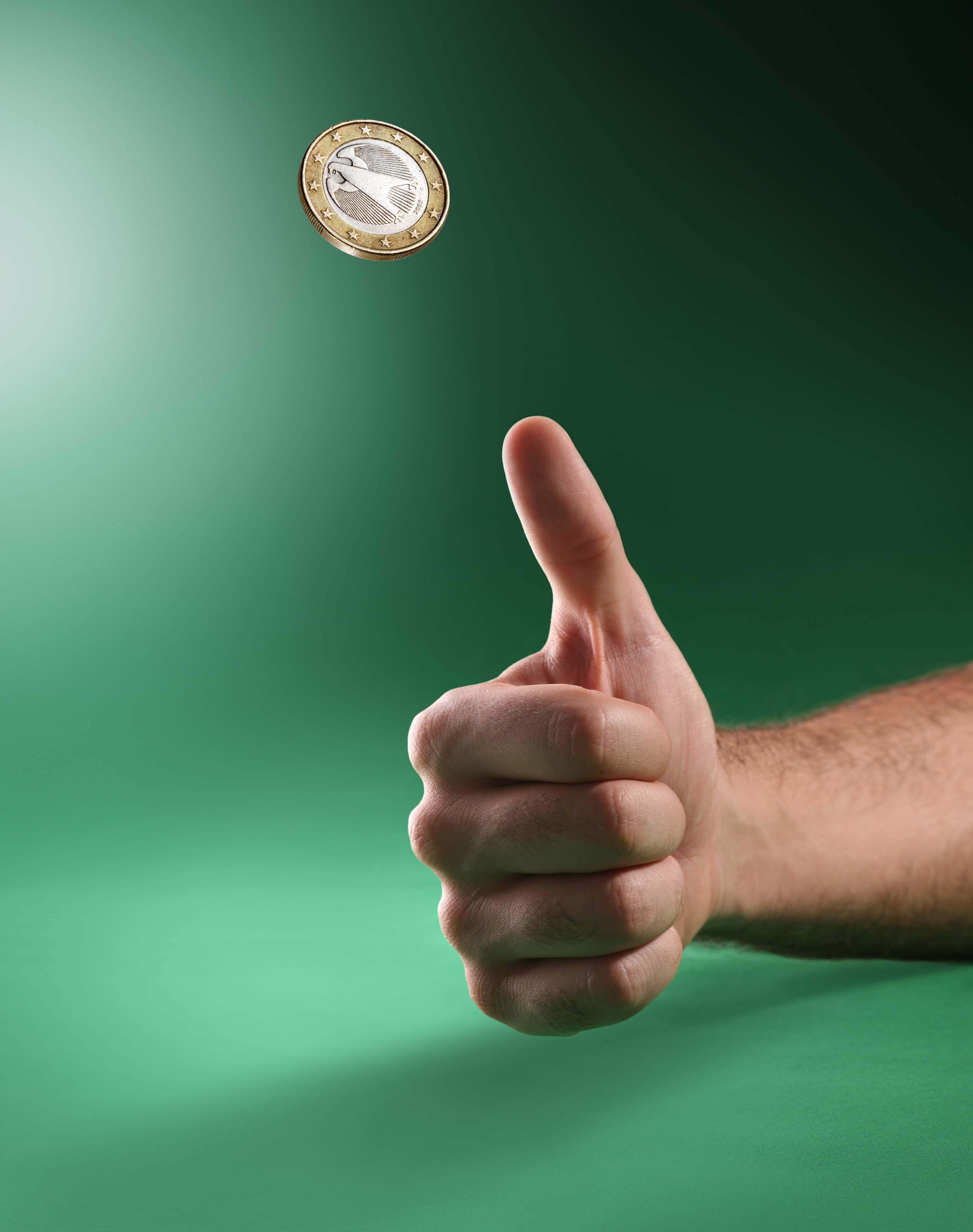
پرتاب سکه برای کاتوره‌سازی

## کاربرد کاتوره سازی در آنالیز آماری
تصادفی‌سازی یک اصل اساسی در علم آمار است که اهمیت آن تصوت چارلز پییرس در آثارش مورد تأکید قرار گرفته است. کاربرد آن در روش‌های آماری شامل فرآیندهای حساسی مانند آزمایش‌های کاتوره‌ای واپایش‌شده، نمونه‌گیری و همانندسازی می‌شود. 
- کارآزمایی کاتوره واپاییده (Controlled Random Trials)
- نمونه‌گیری از پیمایش (Survey Sampling)
- بازنمونه‌برداری (Resampling)
- همانندسازی (Simulation)

## دیگر کاربردها
1. تولید توالی‌های تصادفی
2. انتخاب نمونه از جمعیت
3. ویژانش کاتوره‌ای در طراحی کارآزمایی
4. تولید اعداد تصادفی
5. تغییر جریان داده‌ها

## جستار های وابسته
- آمار
- کارآزمایی بالینی
- توزیع نرمال